# Moscatell
El moscatell és una varietat de cep blanca (coneguda com a vitis apiana en l'antiguitat), encara que també n'existeix una varietat negra més escassa, amb la qual es produeix el vi moscat o, simplement, moscat o moscatell. Aquest raïm es cultiva arreu d'Europa, al nord d'Àfrica, Califòrnia, Austràlia i Sud-àfrica. Segons el Registre Vitivinícola de Catalunya n'existeixen diferents tipus: gra petit, gra menut, Frontignan, Alexandria, romà i Màlaga. Els gotims de moscatell són menuts amb un gra gros i ovoide, amb perfum i amb un gust dolç que recorda el mesc. S'utilitza com a raïm de taula o panses i per a fer vins majoritàriament dolços i misteles.

## Descripció
Els raïms de moscatell són esfèrics, de color ambre i gotims mitjans i compactes, grans, de pell gruixuda i amb tendència a pansir-se promptament. Necessita una aportació important de calor per a la seva maduració, per això la seva vinculació amb el sol. El veïnatge del mar li aporta el grau d'humitat necessari per a obtenir una vegetació òptima i al considerar-se una varietat de vigor mitjà és fàcilment adaptable als sòls pedregosos.
Presenta unes destacades aromes florals, de raïm albercoc, aranja i fruites exòtiques.
Es pot agrupar la varietat de moscat en tres subvarietats:
- Moscat de gra petit. És una varietat de cep blanca estretament vinculada al mediterrani amb un raïm compacte i menut amb perfum de taronja. Té diferents sinònims com moscat de Frontignan, de Lunel, moscatel de duro, moscatel morisco o white Frontignan, d'Alsace, Blanc, d'Asti, Muskateller, Canelli, Rosé,... S'utilitza principalment per l'elaboració de vins blancs (secs i dolços)
- Moscat d'Alexandria, també conegut com a moscatell romà, romer, moscatell Gordo, Màlaga, moscatell de Setúbal o Samanna (Portugal) y Zibibbo (Itàlia). És una varietat de cep blanca amb els gotims desmanegats i flàccid, més robusta i amb major producció que la varietat de gra petit. És considerada menys elegant i equilibrada. Utilitzat per fer vins generosos, misteles i vins naturalment dolços que poden suportar criances.
- Moscat ottonel. Varietat amb rendiments baixos i una aportació aromàtica feble. Present sobretot a Alsàcia i Hongria.

## Història
La recerca sobre la identificació de varietats de raïms modernes i la seva correlació amb varietats antigues apunta que el moscat pot ser una de les varietats més antigues del mediterrani. A la zona mediterrània de la península ibèrica el cultiu del raïm per produir vi fou impulsat per la colonització fenícia i grega, probablement a partir de les varietats silvestres autòctones. L'actual Moscatell d'Alexandria o moscatell romà, seria la varietat més propera a la Vitis Apiana, anomenada així en època romana perquè la seva dolçor atreia a les abelles (apiae en llatí). Actualment se la considera una vinya antiga, és a dir, una varietat no modificada genèticament, ja que el seu cultiu des de l'antiguitat com a fruita per al consum humà (raïms i panses) s'ha mantingut durant la tardoantiguitat, l'època musulmana, l'època medieval i moderna.

## Extensió del conreu
Es cultiva per tot l'arc mediterrani, des de Turquia a la Península Ibèrica, on es troba la superfície cultivada més extensa. També és present a Sud-àfrica, Austràlia, Perú i Bolívia. A la península ibèrica les principals zones productores són litorals: la Marina, la Foia de Bunyol, la Vall dels Alcalans, el Camp de Tarragona i el Rosselló, encara que també es troba a Navarra. A Catalunya és present dins les D.O. Alella, Catalunya, Conca de Barberà, Costers del Segre, Empordà, Montsant, Penedès, Priorat, Tarragona i Terra Alta.

## Vinificació
Destaca el seu ús com a vi sec al Penedès, a l'Empordà i Alella en cupatge i en varietat tranquil·la o escumosa; en cupatge amb d'altres varietats al Priorat, a la DO Catalunya; però sens dubte el seu ús és més important és en els moscatells de la DO Alacant, la mistela de moscatell de la DO València, i el Moscatell de l'Empordà del Penedès i del Priorat. Al Rosselló, la tradició del Vin de Noël ha permès la creació de la denominació del Moscat de Ribesaltes.